# تقي ديزج (أرشق)
تقي دیزج (بالفارسية: تقی‌دیزج) هي منطقة سكنية تقع في إيران في قسم أرشق الشرقي الريفي. يقدر عدد سكانها بـ 251 نسمة بحسب إحصاء 2016.